# 월터 윌렛
월터 윌렛(Walter Willett, 1945년~)은 미국의 의사이자 영양 연구원이다. 현재 윌렛은 하버드 보건 대학원의 영양학부 의장이자 의생태학 및 영양학 교수이다.
1966년에 미시간 주립 대학교에서 학사 학위를 받았고 1980년에 하버드 보건 대학원으로부터 박사 학위를 받았다. 1991년에 하버드 대학교의 영양학부 의장이 되었다.

## 하버드 식당 보조
윌렛은 현재의 영양 가이드라인을 따라 하버드 대학교의 급식 서비스를 보조하는 일을 활발히 수행하고 있다. 그녀의 일이 식단 선택에 영향을 미치긴 하지만 학생들과 윌렛은 식단이 현재 이용할 수 있는 영양 과학을 반영하려면 아직도 멀었다고 말하고 있다.

## 출판 서적
- Nutritional Epidemiology 1998 ISBN 0-19-512297-6
- Eat, Drink and be Healthy: The Harvard Medical School Guide To Healthy Eating 2005 ISBN 0-684-86337-5
- Eat, Drink, and Weigh Less 2007 ISBN 1-4013-0892-9
- The Fertility Diet 2008 ISBN 0-07-149479-0
- 그 밖의 1,000권의 학술 논문